# Saint-Antoine-l'Abbaye
Saint-Antoine-l'Abbaye é uma comuna francesa na região administrativa de Auvérnia-Ródano-Alpes, no departamento de Isère. Estende-se por uma área de 36.22 km². Em 2010 a comuna tinha 1 192 habitantes (densidade: 32,9 hab./km²). Em 31 de dezembro de 2015, a antiga comuna de Dionay foi incorporada.
Pertence à rede das As mais belas aldeias de França.

## Cidades-irmãs
- Sermoneta, Itália (2007)